# Griekenland op de Olympische Spelen
Griekenland is een van de landen die deelneemt aan de Olympische Spelen. Griekenland was gastland van de eerste editie van de Zomerspelen in 1896. Veertig jaar later, in 1936, kwam het voor het eerst uit op de Winterspelen. Het land was aanwezig op alle edities van de Zomerspelen, na 1936 ontbraken ze alleen in 1960 op de Winterspelen.
Traditiegetrouw marcheert het Griekse team bij de openingsceremonie als eerste het stadion binnen, hierbij refererend aan de oorsprong van de Olympische Spelen die in Griekenland ligt.
In Parijs nam Griekenland voor de 30e keer deel aan de Zomerspelen, in 2022 voor de 20e keer aan de Winterspelen. Er werden in totaal 129 medailles (36-46-47) gewonnen, alle op de Zomerspelen.

## Medailles en deelnames
De tabel geeft een overzicht van de jaren waarin werd deelgenomen, het aantal gewonnen medailles en de eventuele plaats in het medailleklassement.
| Zomerspelen | Zomerspelen | Zomerspelen | Zomerspelen | Zomerspelen | Zomerspelen |        | Winterspelen | Winterspelen | Winterspelen | Winterspelen | Winterspelen | Winterspelen |
| Jaar        | Goud        | Zilver      | Brons       | Totaal      | Rang        | Jaar   | Goud         | Zilver       | Brons        | Totaal       | Rang         |              |
| 1896        | 10          | 18          | 19          | 47          | 2           |        |              |              |              |              |              |              |
| 1900        | 0           | 0           | 0           | 0           | -           |        |              |              |              |              |              |              |
| 1904        | 1           | 0           | 1           | 2           | 8           |        |              |              |              |              |              |              |
| 1908        | 0           | 3           | 1           | 4           | 15          |        |              |              |              |              |              |              |
| 1912        | 1           | 0           | 1           | 2           | 15          |        |              |              |              |              |              |              |
| 1920        | 0           | 1           | 0           | 1           | 19          |        |              |              |              |              |              |              |
| 1924        | 0           | 0           | 0           | 0           | -           | 1924   | -            | -            | -            | -            | -            |              |
| 1928        | 0           | 0           | 0           | 0           | -           | 1928   | -            | -            | -            | -            | -            |              |
| 1932        | 0           | 0           | 0           | 0           | -           | 1932   | -            | -            | -            | -            | -            |              |
| 1936        | 0           | 0           | 0           | 0           | -           | 1936   | 0            | 0            | 0            | 0            | -            |              |
| 1948        | 0           | 0           | 0           | 0           | -           | 1948   | 0            | 0            | 0            | 0            | -            |              |
| 1952        | 0           | 0           | 0           | 0           | -           | 1952   | 0            | 0            | 0            | 0            | -            |              |
| 1956        | 0           | 0           | 1           | 1           | 35          | 1956   | 0            | 0            | 0            | 0            | -            |              |
| 1960        | 1           | 0           | 0           | 1           | 21          | 1960   | -            | -            | -            | -            | -            |              |
| 1964        | 0           | 0           | 0           | 0           | -           | 1964   | 0            | 0            | 0            | 0            | -            |              |
| 1968        | 0           | 0           | 1           | 1           | 42          | 1968   | 0            | 0            | 0            | 0            | -            |              |
| 1972        | 0           | 2           | 0           | 2           | 29          | 1972   | 0            | 0            | 0            | 0            | -            |              |
| 1976        | 0           | 0           | 0           | 0           | -           | 1976   | 0            | 0            | 0            | 0            | -            |              |
| 1980        | 1           | 0           | 2           | 3           | 22          | 1980   | 0            | 0            | 0            | 0            | -            |              |
| 1984        | 0           | 1           | 1           | 2           | 30          | 1984   | 0            | 0            | 0            | 0            | -            |              |
| 1988        | 0           | 0           | 1           | 1           | 46          | 1988   | 0            | 0            | 0            | 0            | -            |              |
| 1992        | 2           | 0           | 0           | 2           | 26          | 1992   | 0            | 0            | 0            | 0            | -            |              |
| 1996        | 4           | 4           | 0           | 8           | 16          | 1994   | 0            | 0            | 0            | 0            | -            |              |
| 2000        | 4           | 6           | 3           | 13          | 17          | 1998   | 0            | 0            | 0            | 0            | -            |              |
| 2004        | 6           | 6           | 4           | 16          | 15          | 2002   | 0            | 0            | 0            | 0            | -            |              |
| 2008        | 0           | 2           | 1           | 3           | 60          | 2006   | 0            | 0            | 0            | 0            | -            |              |
| 2012        | 0           | 0           | 2           | 2           | 75          | 2010   | 0            | 0            | 0            | 0            | -            |              |
| 2016        | 3           | 1           | 2           | 6           | 25          | 2014   | 0            | 0            | 0            | 0            | -            |              |
| 2020        | 2           | 1           | 1           | 4           | 36          | 2018   | 0            | 0            | 0            | 0            | -            |              |
| 2024        | 1           | 1           | 6           | 8           | 51          | 2022   | 0            | 0            | 0            | 0            | -            |              |
| Totaal      | 36          | 46          | 47          | 129         |             | Totaal | 0            | 0            | 0            | 0            |              |              |
| Tot. Z+W    | 36          | 46          | 47          | 129         |             |        |              |              |              |              |              |              |

Afghanistan · Albanië · Algerije · Amerikaans-Samoa · Amerikaanse Maagdeneilanden · Andorra · Angola · Antigua en Barbuda · Argentinië · Armenië · Aruba · Australië · Azerbeidzjan · Bahama's · Bahrein · Bangladesh · Barbados · België · Belize · Benin · Bermuda · Bhutan · Bolivia · Bosnië en Herzegovina · Botswana · Brazilië · Britse Maagdeneilanden · Brunei · Bulgarije · Burkina Faso · Burundi · Cambodja · Canada · Centraal-Afrikaanse Republiek · Chili · China · Chinees Taipei · Colombia · Comoren · Congo-Brazzaville · Congo-Kinshasa · Cookeilanden · Costa Rica · Cuba · Cyprus · Denemarken · Djibouti · Dominica · Dominicaanse Republiek · Duitsland · Ecuador · Egypte · El Salvador · Equatoriaal-Guinea · Eritrea · Estland · Ethiopië · Fiji · Filipijnen · Finland · Frankrijk · Gabon · Gambia · Georgië · Ghana · Grenada · Griekenland · Groot-Brittannië · Guam · Guatemala · Guinee · Guinee-Bissau · Guyana · Haïti · Honduras · Hongarije · Hongkong · Ierland · IJsland · India · Indonesië · Irak · Iran · Israël · Italië · Ivoorkust · Jamaica · Japan · Jemen · Jordanië · Kaaimaneilanden · Kaapverdië · Kameroen · Kazachstan · Kenia · Kirgizië · Kiribati · Koeweit · Kosovo · Kroatië · Laos · Lesotho · Letland · Libanon · Liberia · Libië · Liechtenstein · Litouwen · Luxemburg · Madagaskar · Malawi · Malediven · Maleisië · Mali · Malta · Marokko · Marshalleilanden · Mauritanië · Mauritius · Mexico · Micronesië · Moldavië · Monaco · Mongolië · Montenegro · Mozambique · Myanmar · Namibië · Nauru · Nederland · Nepal · Nicaragua · Nieuw-Zeeland · Niger · Nigeria · Noord-Korea · Noord-Macedonië · Noorwegen · Oeganda · Oekraïne · Oezbekistan · Oman · Oost-Timor · Oostenrijk · Pakistan · Palau · Palestina · Panama · Papoea-Nieuw-Guinea · Paraguay · Peru · Polen · Portugal · Puerto Rico · Qatar · Roemenië · Rusland · Rwanda · Saint Kitts en Nevis · Saint Lucia · Saint Vincent en de Grenadines · Salomonseilanden · Samoa · San Marino · Saoedi-Arabië · Sao Tomé en Principe · Senegal · Servië · Seychellen · Sierra Leone · Singapore · Slovenië · Slowakije · Somalië · Spanje · Sri Lanka · Soedan · Suriname · Swaziland · Syrië · Tadzjikistan · Tanzania · Thailand · Togo · Tonga · Trinidad en Tobago · Tsjaad · Tsjechië · Tunesië · Turkije · Turkmenistan · Tuvalu · Uruguay · Vanuatu · Venezuela · Verenigde Arabische Emiraten · Verenigde Staten · Vietnam · Wit-Rusland · Zambia · Zimbabwe · Zuid-Afrika · Zuid-Korea · Zuid-Soedan · Zweden · Zwitserland
Historische landen: Bohemen · Bondsrepubliek Duitsland · Brits-Indië · Duitse Democratische Republiek · Joegoslavië · Malaya · Nederlandse Antillen · Noord-Borneo · Noord-Jemen · Saarland · Servië en Montenegro · Sovjet-Unie · Tsjecho-Slowakije · West-Indische Federatie · Zuid-Jemen
Bijzondere deelnames: Onafhankelijke olympische atleten · Vluchtelingenteam 
 Australazië · Duits Eenheidsteam · Gemengd team · Gezamenlijk Team